# Heimatmuseum Angermünde

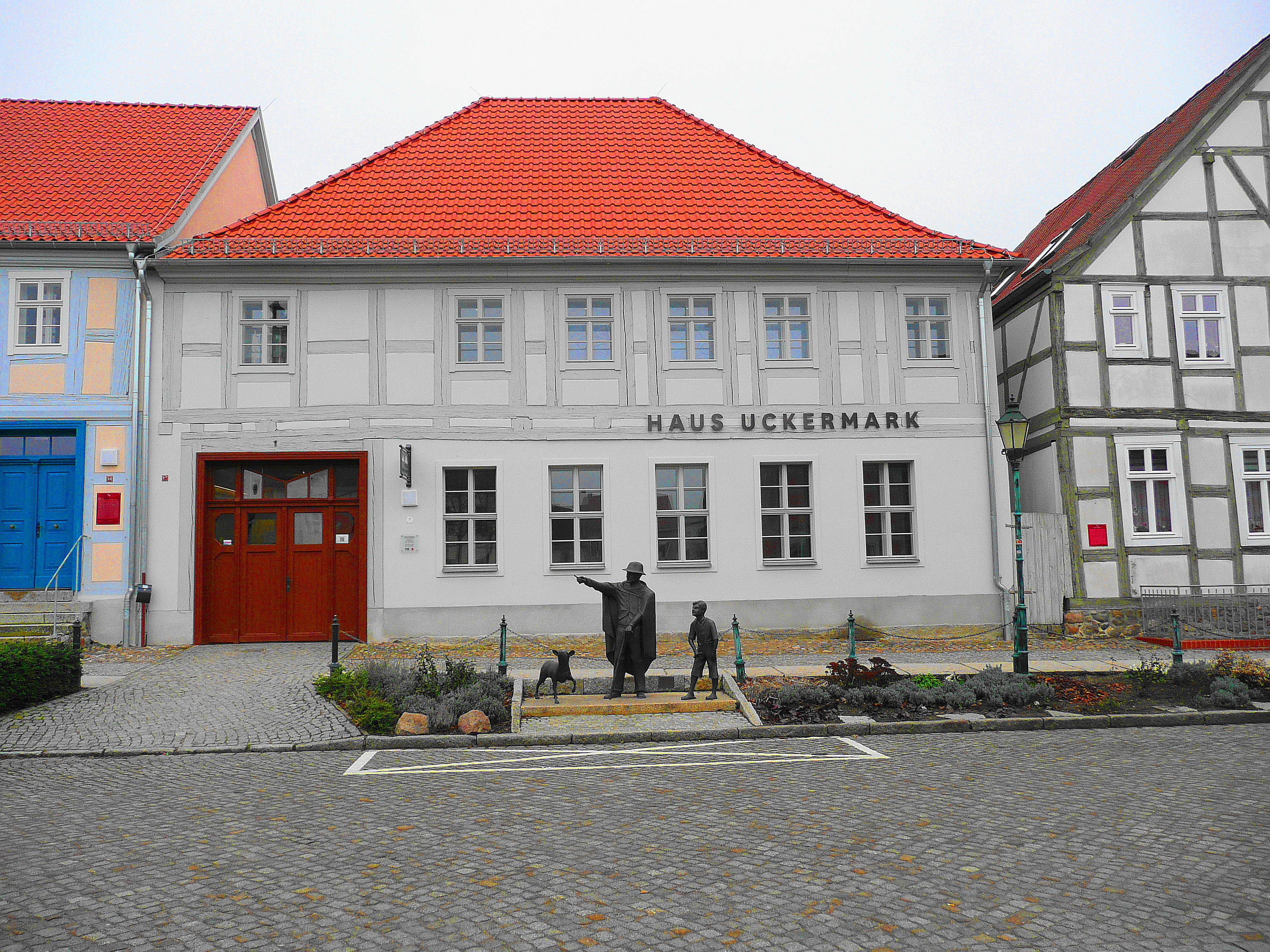
Museum Angermünde (Haus Uckermark) 2022 am Hohen Steinweg 17 nach der Sanierung 2020.

Das Museum Angermünde ist das Ehm Welk- und Heimatmuseum der Stadt Angermünde, Brandenburg, Deutschland. Das Museum verbindet Zeitgeschichte, archäologische Funde und Literaturgeschichte mit kreativen Konzepten.

## Geschichte
Der Gebäudekomplex am Hohen Steinweg stammt aus der Zeit zwischen 1692 und 1695 und stellt einen wichtigen Teil des historischen Stadtkerns von Angermünde dar. Auf dem Marktplatz direkt am Rathaus reihen sich die denkmalgerecht sanierten Fachwerkhäuser aneinander. 
Das Angermünder Heimatmuseum war am 28. Oktober 1913 vom Angermünder Verein für Heimatkunde gegründet worden. 1974 wurde zu dessen 90. Geburtstag das 1801 errichteten Wohnhaus Puschkinallee 10 eine Gedenkstätte für den Schriftsteller Ehm Welk umgewandelt. Welk war im Angermünder Ortsteil Biesenbrow geboren worden. Die Tradition beider Forschungsinstitutionen wurde von 2005 bis 2020 gemeinsam in einem Haus fortgeführt. Die Führung durch die Sammlung übernahm ein in die Rolle des Nachtwächters Bärensprung schlüpfender Museumsmitarbeiter, eine Figur aus dem Roman Die Heiden von Kummerow von Welk.
Besucher können hier in der Ausstellung (Sammlungsgeschichte seit 1974) auf den Spuren des Schriftstellers Ehm Welk wandeln und ca. 25.000 Objekte des Alltags und der Ur- und Frühgeschichte der Region Uckermark bewundern (Sammlungsgeschichte seit 1913). Sammlungsobjekte, die in der Dauerausstellung aus Platzgründen nicht gezeigt werden können, werden im Schaudepot präsentiert. Im Eingangsbereich des Hauses haben sich Schablonenmalereien aus der Zeit des ausgehenden 19. Jahrhunderts erhalten.

### Haus Uckermark

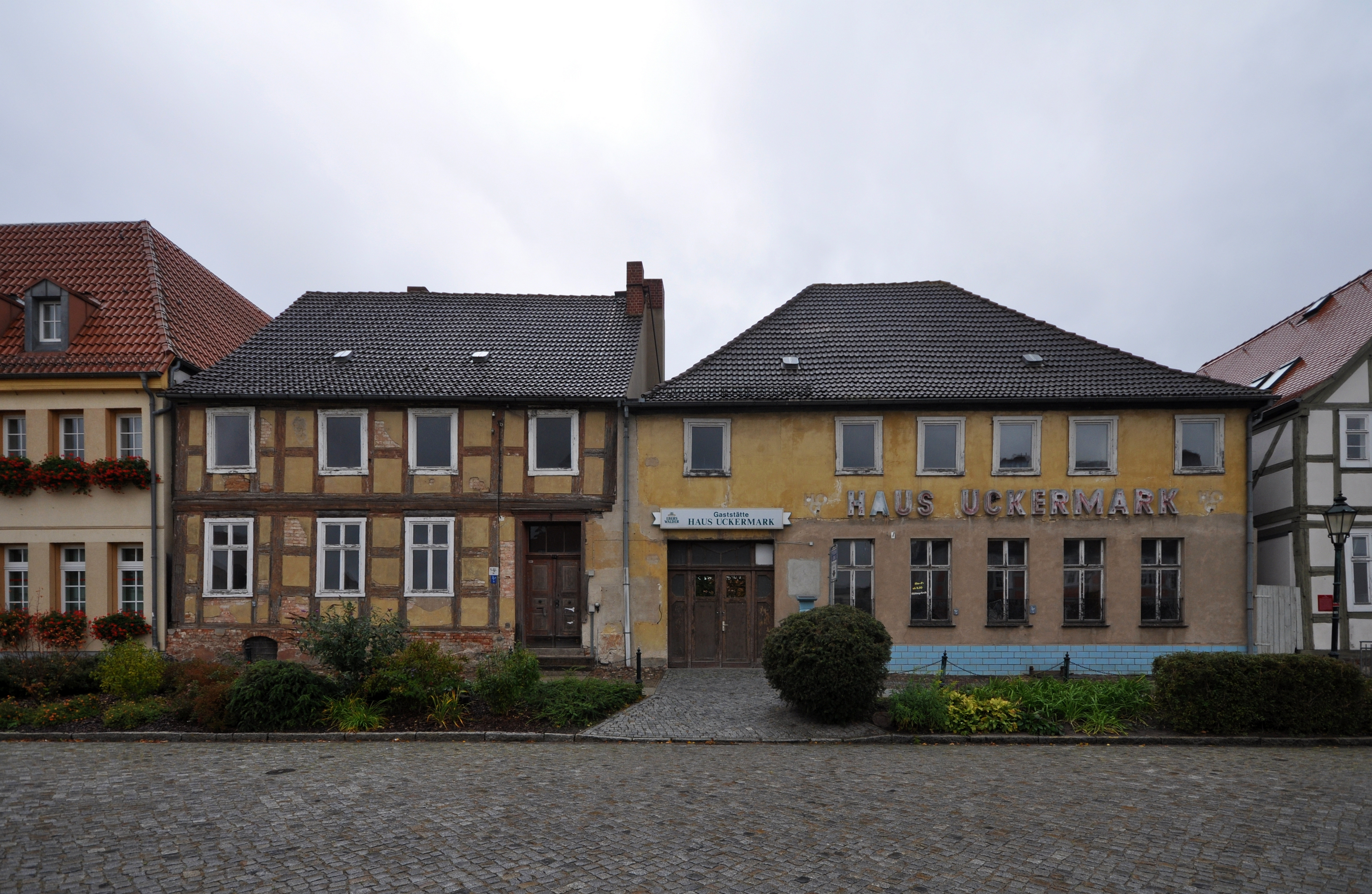
Haus Uckermark Hoher Steinweg 17/18, vor der Sanierung 2017

Das neue Museum am Hohen Steinweg 17/18 ist fest verknüpft mit dem Gebäudenamen Haus Uckermark mit seiner wechselvollen Geschichte. Anfang des 19. Jahrhunderts als Gasthaus „Goldener Adler“ geführt war es im Jahre 1870 als „Hotel Reichshalle“ bekannt. 1911 wurde im Haus Uckermark ein Kino eröffnet. Einen neuen Kinosaal erhielt die Stadt 1935 im Gebäudeteil Hoher Steinweg 18.
Nach dem Zweiten Weltkrieg 1949, mit der Gründung der DDR, eröffnete im Haus die HO-Gaststätte „Haus Uckermark“. Jahre später nutzte man den Saal als Turnhalle für den Schulsport, bis nach einem Brand 1992 das Haus nicht mehr nutzbar war und leer stand. Beide Gebäudeteile am Hohen Steinweg 17/18 verfielen.

### Plan für das Museum 2012
Durch eine Versteigerung gelangten die Gebäude 2010 in den Besitz der Stadt Angermünde. Durch die Stadtverordnetenversammlung Angermünde im Jahre 2012 fasste man den grundsätzlichen Beschluss, die Fachwerkhäuser als Museum und weitere kulturelle Einrichtungen zu nutzen. 2014 begannen nach konkreter Beschlusslage der Abgeordneten die Entwurfsplanungen für den Sitz des Tourismusvereins Angermünde e.V. mit Informationszentrum, eine multikulturelle Begegnungsstätte und das Heimatmuseum mit Depot. Weitere Beschlüsse mit Beteiligung der Angermünder Bürger folgten 2015 mit dem Museumskonzept für den Umzug des Ehm Welk- und Heimatmuseums aus der Puschkinallee 10 an den neuen Standort Hoher Steinweg.

### Beginn der Bauarbeiten 2017

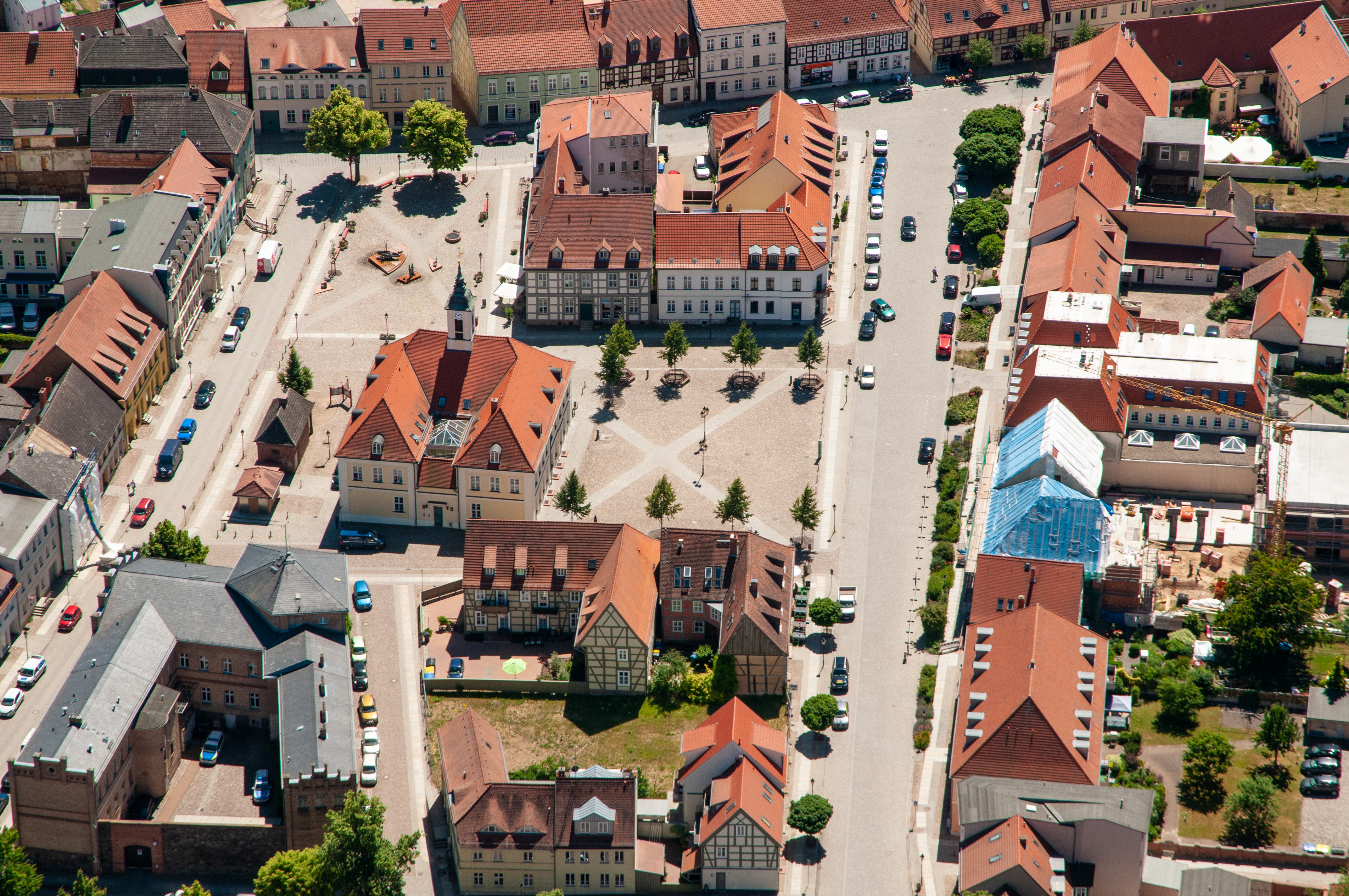
Marktplatz Angermünde 2018 (Museumskomplex unter Bauplanen)

Die Bauarbeiten begannen 2017 mit Fördermitteln aus dem Städtebaulichen Denkmalschutz, einer Spende der Hermann Reemtsma Stiftung für das Sammlungsdepot und dem ELER-Fonds im Rahmen LEADER. Der Aus- und Umbau, Sanierung und Restaurierung wurden 2020 abgeschlossen.
Das Gebäude steht heute unter Denkmalschutz.